# Jeanne Dumée
Jeanne Dumée (ur. w 1660 w Paryżu, zm. w 1706) – francuska astronomka.

## Życiorys
Od wczesnych lat życia przejawiała zamiłowanie do nauki. Młodo wyszła za mąż za oficera armii i owdowiała w wieku 17 lat (jej mąż zginął na wojnie w Niemczech). Od tego czasu poświęciła się głównie astronomii.
W 1680 roku napisała w języku francuskim dzieło Entretiens sur l’opinion de Copernic touchant la mobilité de la terre (Rozważania na temat poglądów Kopernika o ruchu Ziemi), w którym zawarła m.in. własne wnioski z obserwacji planety Wenus oraz księżyców Jowisza. W tej książce poparła teorie Kopernika i Galileusza oraz zachęcała kobiety do rozwijania zainteresowań naukowych. Dwustronicową recenzję dzieła opublikowano w czasopiśmie naukowym „Journal des sçavans” we wrześniu 1680 roku. Prawdopodobnie dzieło Dumée nie ukazało się drukiem. Do czasów współczesnych zachował się manuskrypt przechowywany obecnie w Bibliotece Narodowej Francji, jednak nie jest to ten sam manuskrypt, który zrecenzowano w 1680 roku, lecz zmieniona wersja, napisana 5 lat później. Analiza tego zachowanego manuskryptu wykazała, że Dumée w dużym stopniu oparła się na drugim tomie pracy Abrégé de la philosophie de Mr Gassendi François Berniera. Ta wydana w 1675 roku praca jest wiernym tłumaczeniem z łaciny na francuski dzieła Pierre’a Gassendiego, napisanego prawie 30 lat wcześniej. Podobieństwo prac Dumée i Berniera jest tak duże, że w dzisiejszych czasach zostałoby uznane za plagiat.